# Karl Diener
Karl Diener, född 11 december 1862 i Wien, död där 6 januari 1928, var en österrikisk geolog och paleontolog.
Diener blev privatdocent 1886 i geografi och 1893 i geologi, 1897 extra ordinarie professor i geologi och 1903 ordinarie professor i paleontologi, allt vid universitetet i Wien. Han företog studieresor till Syrien (1885), Himalaya (1892), Mexiko (1896) och Japan (1913). Han utövade ett vidsträckt författarskap inom olika grenar av vetenskapen, och ägnade sig särskilt åt Alpernas geologi och triassystemets stratigrafi och paleontologi. Inom paleontologin arbetade han såväl med mer allmänna frågor som med speciella och systematiska, och här bör särskilt hans arbeten om ammoniternas systematik omnämnas.